# Cosmetus coxaepunctatus
Cosmetus coxaepunctatus is een hooiwagen uit de familie Cosmetidae.